# Osredke
Osredke – wieś w Słowenii, w gminie Dol pri Ljubljani. W 2018 roku liczyła 89 mieszkańców.